# Zé Povinho

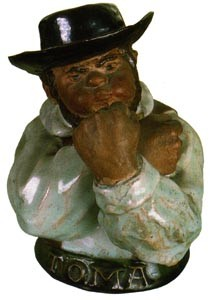
Ceramiczna figurka Zé Povinho

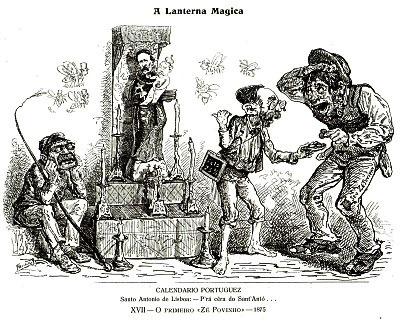
Pierwsze przedstawienie Zé Povinho (1875)

Zé Povinho – postać portugalskiego everymana stworzonego w 1875 roku przez karykaturzystę Rafaela Bordalo Pinheiro. Povinho stał się pierwszym symbolem portugalskiej klasy robotniczej, a później nieoficjalną personifikacją Portugalii.
„Zé” to popularne zdrobnienie od imienia „José” (Józef), natomiast „Povinho”, to zdrobnienie wyrazu „povo”, który tłumaczyć należy jako lud, naród.
Postać po raz pierwszy pojawiła się 22 maja 1875 roku w magazynie A Lanterna Mágica, choć wówczas nie nosiła jeszcze swojego późniejszego imienia. Jako Zé Povinho „wystąpiła” w tym samym czasopiśmie 6 grudnia tego samego roku. Autor Zé, Rafael Bordalo Pinheiro, tworzył rysunki tej postaci przez blisko 30 lat. Obrazki publikowano później w wielu popularniejszych dziennikach i periodykach, takich jak O António Maria, A Paródia, O Commércio do Porto Illustrado, czy Pontos nos iis.
Postać spopularyzowały ceramiczne figurki z fabryki w Caldas da Rainha, która produkuje je począwszy od ostatniej ćwierci XIX wieku.
Povinho postrzegany jest jako uprzejmy, prosty człowiek często przedstawiany jako naśmiewający się z silniejszych. Nie jest przedstawicielem władzy, ale człowiekiem z ludu, będący narzędziem krytyki wobec silniejszych, elitaryzmu, polityków, niesprawiedliwości i tyranii.
Zé Povinho stał się, i do dziś pozostaje, jedną z bardziej charakterystycznych portugalskich postaci. Ze względu na to, że powstał jako „narodowy robotnik”, część osób sprzeciwia się temu, by postać ta reprezentowała Portugalczyków jako cały naród. Jednak jego przyjazność, gotowość do pomocy innym, a przede wszystkim postawa całkowitej pogardy i braku szacunku dla wszystkich tych, którzy chcieliby narzucić mu swą wolę, uczyniły go popularnym. Povinho wyśmiewa potężnych i ich przywary, jednocześnie czyniąc to samo ze słabościami zwykłych ludzi.